# Alexander Borissowitsch Koschuchow
Alexander Borissowitsch Koschuchow (russisch Александр Борисович Кожухов; * 6. März 1942 in Schubarqudyq, Kasachische SSR, Sowjetunion; † 4. September 2008 in Moskau, Russland) war ein sowjetisch-russischer Sportfunktionär, Handballtrainer und Handballspieler.

## Karriere
Alexander Koschuchow spielte für die Vereine Awangard Lwiw, SKA Lwiw und MAI Moskau. Mit dem Hauptstadtklub gewann er 1968, 1970, 1971, 1972, 1974 und 1975 die sowjetische Meisterschaft, 1969, 1973, 1976 und 1977 belegte die Mannschaft den zweiten Platz. Im Europapokal der Landesmeister 1972/73 schlug man im Finale Partizan Bjelovar mit 26:23. Ein Jahr darauf unterlag man im Finale des Europapokals der Landesmeister 1973/74 dem VfL Gummersbach mit 17:19 nach Verlängerung. Zum Abschluss seiner Spielerlaufbahn gewann er den Europapokal der Pokalsieger 1976/77 mit einem 18:17-Finalsieg gegen den SC Magdeburg, wobei er in diesem Spiel nicht zum Einsatz kam.
Bei der Spartakiade der befreundeten Armeen 1967 gewann er die Bronzemedaille. Mit der russischen Auswahl war er 1969 bei der Völker-Spartakiade siegreich.
Mit der sowjetischen Männer-Handballnationalmannschaft, für die er 30 Tore in 20 Länderspielen erzielte, belegte er den neunten Platz bei der Weltmeisterschaft 1970.
Nach dem Ende seiner Spielerlaufbahn gehörte Koschuchow von 1977 bis 1992 zum Trainerstab der sowjetischen Männer-Handballnationalmannschaft. Von 1990 bis 1992 war er Präsident des sowjetischen Handballverbandes. Zudem arbeitete er für die Sportagentur „Sovintersport“, die sich um die Wechsel heimischer Spieler ins Ausland kümmerte. Von 1992 bis 2004 war er Präsident des russischen Handballverbandes und ab 2004 Ehrenpräsident. Von 2003 bis 2008 war er Mitglied des Exekutivausschusses des Russischen Olympischen Komitees. Bei der Internationalen Handballföderation (IHF) war er von 1980 bis 2004 Mitglied der Kommission für die Organisation und Durchführung der IHF-Wettbewerbe, von 2004 bis 2008 Vorsitzender der Kommission für die Organisation und Durchführung von IHF-Wettbewerben und von 2004 bis 2008 Mitglied des IHF-Rates und des Exekutivausschusses.
Koschuchow erhielt die Auszeichnungen Verdienter Trainer der UdSSR (1982), Verdienter Meister des Sports der UdSSR (1990), Verdienter Arbeiter der Körperkultur der Russischen Föderation (1993), das Ehrenzeichen der Sowjetunion (Знак Почёта, 1988), den Ehrenorden (Почёта, 1998) und den Orden für Verdienste um das Vaterland IV. Klasse (За заслуги перед Отечеством, 2001) sowie weitere Medaillen. Vom Internationalen Olympischen Komitee erhielt er den Silbernen Olympischen Orden, von der IHF den Goldenen Ring, die höchste Auszeichnung, und die Hans-Baumann-Trophy 2002.